# Jøkelløb
Jøkelløb ((islandsk): Jökulhlaup, bræ/gletsjerspring) er en pludselig og ofte katastrofal oversvømmelse fra en gletsjer. Årsagen til den type af oversvømmelse sker enten ved at en issø eller en dam der er blevet fyldt med smeltevand pludselig bliver tappet, eller at et vulkanudbrud under en gletsjer smelter store mængder af is, hvilket kan udløse de berygtede jøkelløb med meterhøje mure af fossende vand- og ismasser, der styrter ned over skråninger og ødelægger alt på deres vej.
Indsøen kan også blive dæmmet op til en vold af sten og grus eller andet materiale. I forbindelse med vulkanudbrud under isen vil der ofte smeltes en vis mængde vand som ikke kommer ud, og som dermed resulterer i et jøkelløb som kombinerer begge typer. De opdæmmede damme har flere muligheder for at komme forbi gletsjeren som dæmmer dem op. Store oversvømmelser opstår ofte når en stor dam bliver så tung at den klarer at løfte gletsjeren op fra jorden. Da vil en lille mængde vand løbe ud og smelte en kanal, som mere vand løber gennem, indtil at vandet løber ud på én gang gennem en stor tunnel langs bunden af isen.

## Jøkelløb på Grønland
På Grønland findes et antal issøer, der tømmes jævnligt med et eller flere års mellemrum. Det gælder f.eks. den issø, der har afløb ad Watson River ved Kangerlussuaq (Søndre Strømfjord).

## Jökulhlaup på Island
Begrebet jøkelløb kommer fra Island, hvor det sydlige Island har haft talrige erfaringer med denne art af naturkatastrofer. 
Det sidste store jøkelløb skete i 1996 ved den 20 km lange gletsjerelv Skeiðará. Efter i længere tid at have observeret Grímsvötn-søerne under Vatnajökull, kunne den sydlige øst-vest-gående Hringvegur 1, afspærres i tide så ingen mennesker kom til skade. Jøkelløbet nåede en mængde på 45.000 m³ vand pr sekund og rev dele af ringvejen og en bro med sig. Op til 10 meter høje isblokke blev skyllet med og lå efter jøkelløbet på sandplateuet Skeiðarársandur. Ligeledes kendt for sine jøkelløb er den videre mod vest beliggende Mýrdalsjökull.

## Den engelske kanal
For omkring 450 000 år siden kan den engelske kanal være dannet af katastrofale jøkelløb fra en issø i den nuværende sydlige del af Vesterhavet.

## Missoula Floods i USA
I slutningen af sidste istid for mellem 15 000 og 13 000 år siden fandt formentlig ca 40 gigantiske jøkelløb sted fra en opdæmmet issø, Lake Missoula, og eroderede de såkaldte "channeled scablands" i det østlige af staten Washington og gav form til Columbia-floddalen. 
Der er tale om så voldsomme vandmasser, at man regner med at  den 14 ton tunge Willamette-meteorit er blevet ført med fra indlandsisen, indefrosset i et isbjerg, til findestedet i Oregon.

## Klimaforandringerne
Klimaforandringerne kan medføre farlige og dødelige gletsjerkollaps også i varme klimazoner.